# Rio Baiano
Der Rio Baiano ist ein etwa 22 km langer linker Nebenfluss des Rio Piquiri im Westen des brasilianischen Bundesstaats Paraná.

## Geografie

### Lage
Das Einzugsgebiet des Rio Baiano befindet sich auf dem Terceiro Planalto Paranaense (Dritte oder Guarapuava-Hochebene von Paraná).

### Verlauf
Sein Quellgebiet liegt im Munizip Assis Chateaubriand auf 356 m Meereshöhe an der Lagoa Municipal zwischen dem Stadtzentrum und dem Ortsteil Santa Felicidade.
Der Fluss verläuft in nördlicher Richtung. Er mündet auf 246 m Höhe von links in den Rio Piquiri. Er ist etwa 22 km lang.

### Munizipien im Einzugsgebiet
Das Einzugsgebiet des Rio Baiano liegt vollständig innerhalb des Munizips Assis Chateaubriand.